# Caspar I. Pfäffinger
Caspar I. Pfäffinger (auch Kaspar, auch Pfaffinger oder Pfeffinger; * vor 1409; † 1455) aus dem Geschlecht der Pfaffinger, auf Salmanskirchen, war Herr der (offenen) Salmanskirchner Hofmark. Caspar war Ritter und niederbayerischer Erbmarschall und gehörte zu den Landständen in Bayern-Landshut.

## Wirken

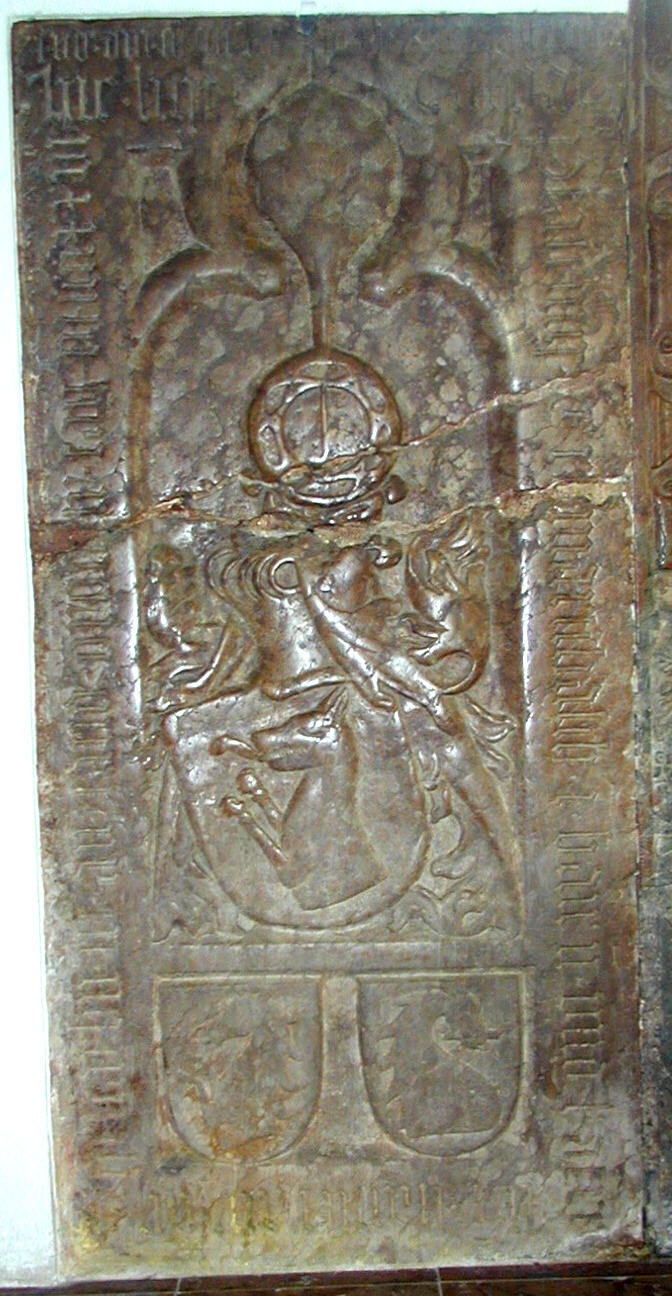
Grabstein Caspars I. Pfäffinger in der Kirche zu Salmanskirchen

Pfäffinger hatte 1429 die Funktion eines Pflegers in Neumarkt an der Rott inne, war von 1433 bis 1443 Mitglied der Landstände des Niederbayrischen Herzogtums Landshut sowie Erbmarschall in Bayern und Propst der Innbrücke zu Passau. Er wird in Urkunden mehrfach als Herr auf Deutenkofen, Salmanskirchen und zum Steeg bezeichnet, wobei ihm Steeg, eigentlich der Sitz der wilhelminischen Linie, vielleicht aus höflicher Übertreibung zugerechnet wurde. Er bezeichnet sich selbst als „Erbmarschall in (Nieder-)Bayern“ und wird auch in Urkunden so genannt, obwohl zu dieser Zeit sein Vetter Johannes II. und später dessen Sohn, Caspars Neffe, Johannes III. Pfäffinger ebenfalls diesen Titel führt. Diese Titulatur findet sich vor allem in jenen Urkunden, die er gemeinsam mit einem von diesen siegelt oder begibt.
Die Pfäffinger zu Salmanskirchen stellten in seiner Lebenszeit dem Herzog, Heinrich XVI., dem Reichen von Bayern-Landshut, 4 Pferde für den Kriegsdienst. Das ist ein eindrucksvoller Beweis für den Wohlstand und die Bedeutung der Familie in dieser Zeit.
Caspar war in das herzogliche Hofgericht berufen worden und scheint in dieser Funktion auch als „Urteiler“ (Richter) auf. Am Dienstag, dem 12. August 1438, dem „Erichtag nach sand Laurenczen tag“, war Caspar I. Pfäffinger zu Salmanskirchen selbst Streitpartei und hat gemeinsam mit seinem Streitgenossen und Vetter, Johannes II. Pfäffinger zum Steeg, und den Gegnern, Dechant Joachim dem Gluenmel samt dem Kapitel zu Altötting, eine Streitbeilegungsurkunde begeben. Die „Irrung“, also die Auseinandersetzung, betraf ein sogenanntes „Ewiggeld“, eine Art Zehnt, von einem landwirtschaftlichen Betrieb. Die Kirche beanspruchte es für sich, die beiden Pfäffinger erachteten als durch Lehensrecht ihnen gehörend. Über Vermittlung anderer Adeliger einigte man sich gütig und pragmatisch: Der Dechant durfte das Geld weiterhin für sein Kapitel einziehen, dafür leistete die Kirche als Gegenwert einen Dienst, wie er ihr entspricht: Es wurden jährlich für das Seelenheil der Pfäffinger abzuhaltende Gottesdienste vereinbart. Diese Urkunde ist damit ein interessantes Zeugnis für die Wertigkeiten im Leben der Menschen des ausgehenden Mittelalters.

## Leben

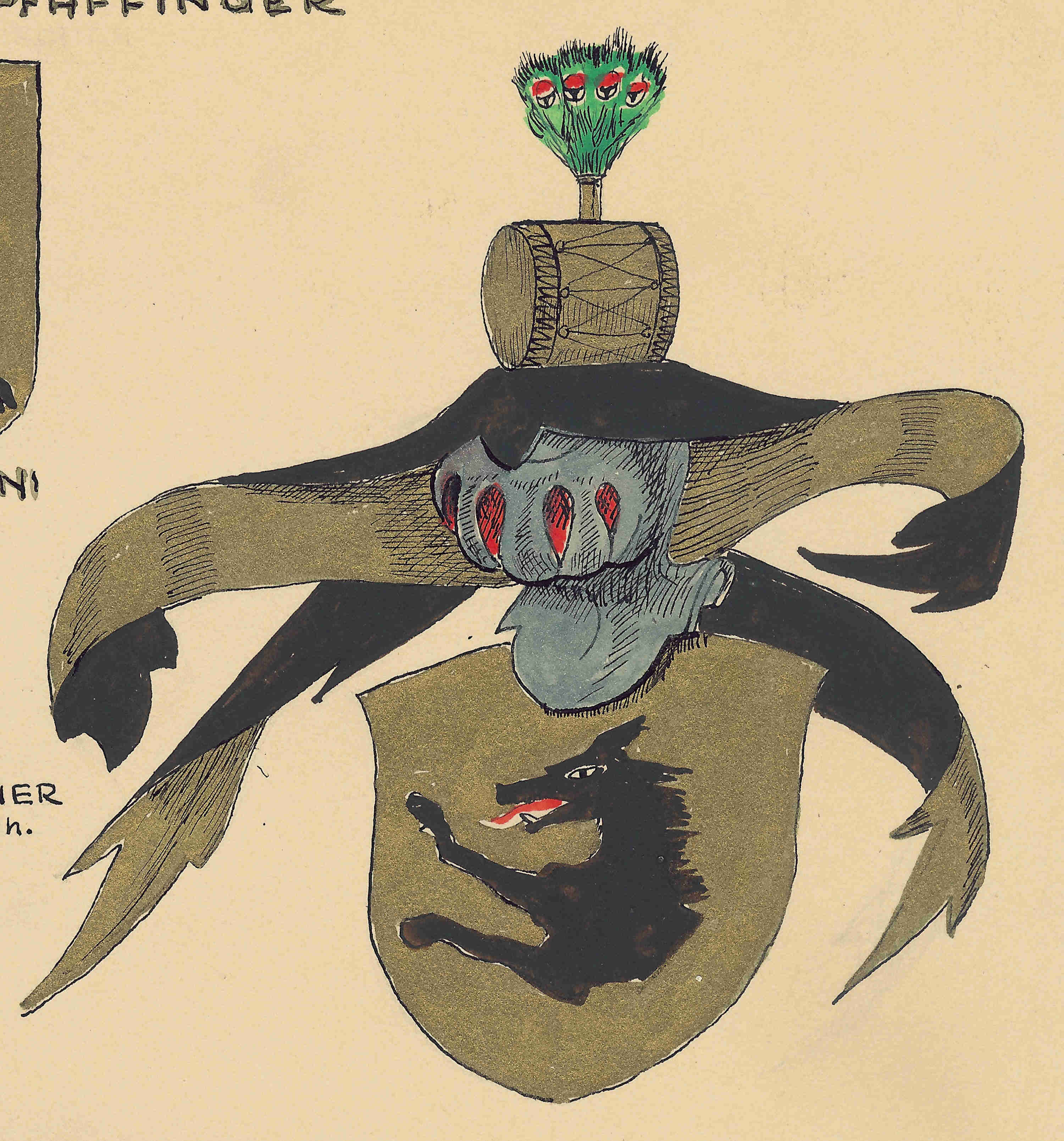
Wappen der Pfäffinger

Caspar wurde vor 1409 und vermutlich in Salmanskirchen bei Ampfing in Bayern als ältester Sohn Wilhelms II. Pfäffinger († 1449), dem er als Herr der Hofmark folgte, und der Ursula von Neipperg geboren.
1421 wurde er zum Ritter geschlagen. Auf sein Ersuchen hin gewährte Papst Martin V. (1417–1431) der Kirche von Salmanskirchen mehrere Ablassprivilegien, die sich noch im Heiltumsbuch seines Enkels Degenhart Pfäffinger finden.
Caspar liegt in der Kirche „Zu den beiden Johannes“ in Salmanskirchen, begraben, wo ein noch sehr schlichter, fast naiver Grabstein aus rotem Marmor (1,67 m hoch, 0,72 m breit, Umschrift in gotischen Minuskeln) an der südlichen Wand, rechts von jenem des Gentiflor an ihn erinnert: „Hie ligt Casper pfaffing eribmarschalch in bairn gestarbn ist anno dni m cccc l v“. Das Grabmal trägt auch die Wappen der Perkhofer (unten links) und der Trennbeck (unten rechts).
Auch auf dem seinen beiden Ehefrauen in derselben Kirche gesetzten Grabstein ist er mitverewigt (ebenfalls roter Marmor, 1,92 m hoch, 0,94 m breit, Inschrift ebenfalls in gotischen Minuskeln): „Hie ligt Caspar Pfaffinger Erbmarschalch i bairn und (Catharina sein hausfrau die gest)arbn ist an sand dyonisytag m cccc xxvi Ano dni m cccc liii starb elspet pfaffingerin an sad valtinstag“.

## Ehe und Nachkommen
Er war in erster Ehe mit Catherina Pellkofer von Hohenbuchbach († 9. Oktober 1426) verheiratet. Diese Ehe blieb jedoch kinderlos.
In zweiter Ehe heiratete er 1429 Elisabeth von Trennbeck (auch Trennbach) zu Waldberg (* 19. August 1411, † 14. Februar 1453), eine Tochter Johann von Trennbecks. Mit ihr hatte er zwölf Kinder, von denen acht noch im Kindesalter starben. Folgende Kinder sind namentlich bekannt:
- Veronica († 18. Juni 1477 Passau, Bayern) ⚭ Georg I. von Herzheim (* vor 1444; † 4. April 1480)
- Sybille (auch Biblis; † 1469), Konventsfrau bei den Benediktinerinnen zu Nürnberg
- Tobias († 1444, jung)
- Caspar II. († jung)
- Georg II. († verm. 1454)
- Gentiflor, Erbmarschall von Niederbayern, (* vor 1442; † 1503 Landshut, Bayern) ⚭ 1. Magdalena Huber von Wildenheim, ⚭ 2. Anna Auer von Buolach
- Ursula, Konventsfrau zu Passau (Die Angabe Bucelins, sie sei „Abatissa in Chiemsee“ gewesen, ist falsch und eine Verwechslung mit der Tochter ihres Bruders Gentiflor, Ursula Pfäffinger)